# Sgòr Gaoith
Der Sgòr Gaoith ist ein 1118 Meter hoher, als Munro und Marilyn eingestufter Berg in Schottland. Sein gälischer Name kann in etwa mit Spitze des Winds oder Berg des Winds übersetzt werden. Der Berg liegt in der Council Area Highland am westlichen Rand der Cairngorms gut 15 Kilometer südlich von Aviemore.
Als westlichster Munro der zentralen Cairngorms schließt der Sgòr Gaoith die Berggruppe gegen das westlich verlaufende Glen Feshie und die dahinter liegenden niedrigeren Berge ab. Von den zentralen Cairngorms, insbesondere dem direkt östlich anschließenden Braeriach, ist der Sgòr Gaoith durch das tief eingeschnittene und am südlichen Ende von Loch Einich ausgefüllte Gleann Eanaich getrennt. Der Berg bietet durch diese Lage sehr gute Aussichten auf die zentralen Cairngorm-Berge. Lediglich südlich von Gleann Eanaich ist der Sgòr Gaoith durch ein weitläufiges hochliegendes Plateau mit den übrigen Bergen der zentralen Cairngorms verbunden. Neben dem Hauptgipfel gibt es noch mehrere Vor- und Nebengipfel, die teils in früheren Jahren auch als eigenständige Munros ausgewiesen waren. Im Wesentlichen besteht der Sgòr Gaoith aus einem Grat in Nord-Süd-Richtung westlich von Loch Einich, der zu dessen Ufern mit steilen Felsklippen abfällt, nach Westen dagegen sanfter, von mehreren Graten unterteilt ausläuft. Nach Norden hin senken sich die Klippen langsam ab, etwa 1,5 Kilometer nördlich liegt der mit dem Hauptgipfel über ein breites Plateau verbundene und mit 1111 Metern nur geringfügig niedrigere Sgòran Dubh Mor, der als Munro-Top ausgewiesen ist. Nach Nordwesten verläuft ein breiter gerundeter Grat, der im 920 Meter hohen Geal-charn endet, der bis 1981 ein eigenständiger Munro war. Südlich des Hauptgipfels liegt mit dem 1052 Meter hohen Càrn Bàn Mór ein weiterer, ebenfalls bis 1981 als Munro ausgewiesener Vorgipfel auf einem weiten Hochplateau, von dem aus ein breiter runder Grat allmählich nach Westen in das Glen Feshie führt. Die als Moine Mòr bezeichnete Hochfläche öffnet sich nach Südosten mit Übergängen zu den östlich liegenden Bergen der zentralen Cairngorms sowie nach Südsüdwest zum etwas abseits liegenden, 1019 Meter hohen Mullach Clach a’ Bhlàir. Am Westrand der Hochfläche liegt mit dem 998 Meter hohen Meall Dubhag etwas abseits ein weiterer ehemaliger Munro, der dem Sgòr Gaoith seit 1981 als Munro-Top zugeordnet ist.

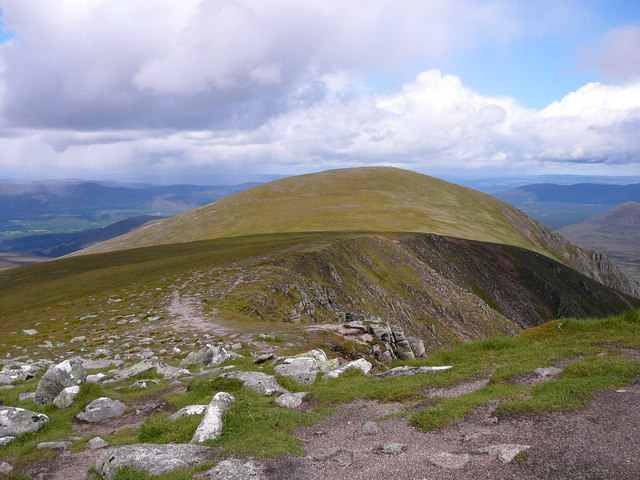
Blick vom Hauptgipfel nach Norden auf den Sgòran Dubh Mor.
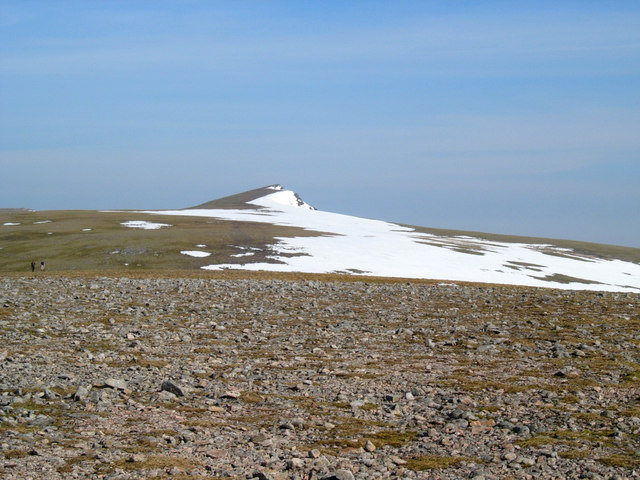
Blick vom Càrn Bàn Mór über das Gipfelplateau nach Norden zum Hauptgipfel.
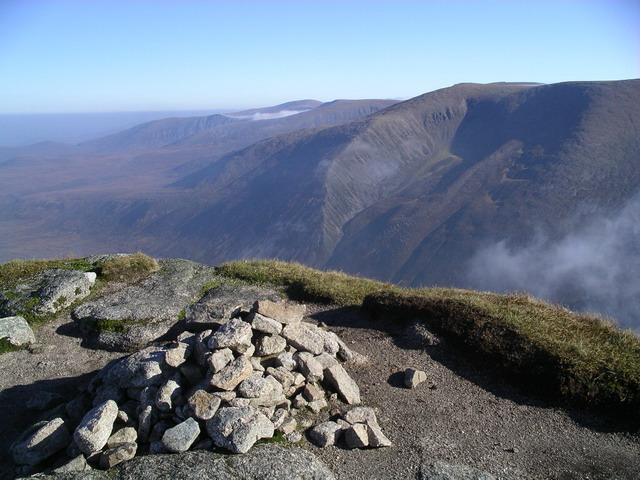
Der Gipfelcairn des Sgòr Gaoith, kurz vor der Abbruchkante der Ostseite, im Hintergrund jenseits des nicht sichtbaren Gleann Eanaich der Braeriach
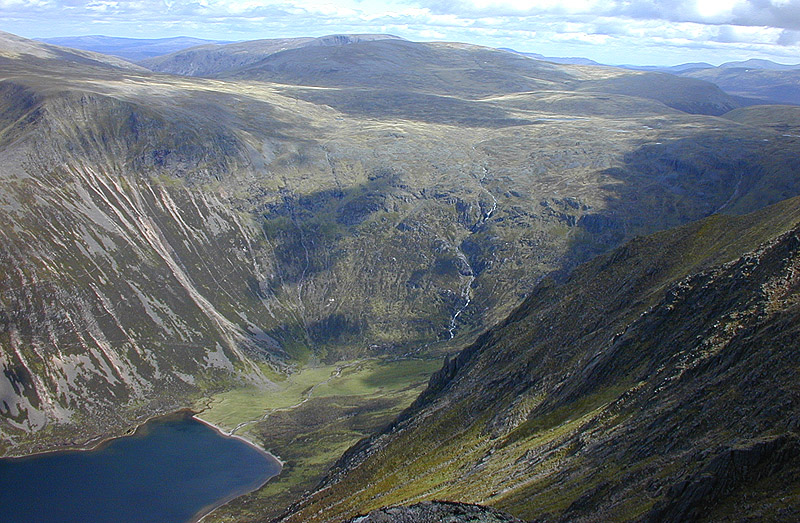
Blick vom Gipfel nach Südosten auf Loch Einich, im Hintergrund der Monadh Mòr und der Beinn Bhrotain

Durch seine Lage am Westrand der Cairngorms ist der Sgòr Gaoith vergleichsweise gut für Munro-Bagger erreichbar. Üblicher Ausgangspunkt ist ein Parkplatz an der Fahrstraße in das Glen Feshie, die südlich von Aviemore aus dem Speytal abzweigt. Von dort bestehen mehrere Möglichkeiten, über die flach abfallenden Westhänge und die breiten Grate auf das Hochplateau des Bergs zu gelangen. Alle anderen Zustiege erfordern längere Anmärsche. Möglich sind Besteigungen entlang des langen und aussichtsreichen Nordgrats, Ausgangspunkt ist hierfür der Loch an Eilean. Ebenso kann auch aus dem Gleann Eanaich an dessen Talschluss südlich des Loch Einich die Hochfläche erreicht werden, dies erfordert allerdings aufgrund steiler und ausgesetzter wegloser Abschnitte Trittsicherheit.